# Oedalechilus labiosus
Oedalechilus labiosus és una espècie de peix de la família dels mugílids i de l'ordre dels mugiliformes.

## Morfologia
- Els mascles poden assolir 40 cm de longitud total.[1][2]

## Reproducció
És ovípar i els ous pelàgics.

## Hàbitat
És un peix marí, de clima tropical i associat als esculls de corall.

## Distribució geogràfica
Es troba des del Mar Roig fins a les Illes Marshall, el sud del Japó, el sud de la Gran Barrera de Corall, Nova Caledònia i la Micronèsia.

## Observacions
És inofensiu per als humans.